# Ungoofaaru
Ungoofaaru (Divehi: އުނގޫފާރު) is een van de bewoonde eilanden van het Raa-atol behorende tot de Maldiven. Ungoofaaru is de hoofdstad van het Raa-atol en ligt aan de oostzijde van de gelijknamige atol.

## Demografie
Ungoofaaru telt (stand van september 2006) 583 vrouwen en 661 mannen.